# Ligne de Laon à Liart
La ligne de Laon à Liart est une ligne de chemin de fer français, partiellement déclassée, desservant les départements de l'Aisne et des Ardennes.
Elle constitue la ligne no 228 000 du réseau ferré national français.

## Histoire
Cette ligne a été déclarée d'utilité publique comme ligne d'intérêt général, par la loi du 27 mars 1881. Elle est concédée à titre définitif par l'État à la Compagnie des chemins de fer du Nord selon les termes d'une convention signée entre le ministre des Travaux publics et la compagnie le 5 juin 1883. Cette convention est approuvée par une loi le 20 novembre suivant.
Elle a été ouverte à l'exploitation le 3 novembre 1888 entre Laon et Rozoy-sur-Serre et le 10 juillet 1893 entre Rozoy-sur-Serre et Liart.
Elle a été fermée au service des voyageurs en totalité le 28 septembre 1969 et au service des marchandises peu après entre Rozoy-sur-Serre et Liart et le 30 mars 1994 entre Montcornet et Rozoy-sur-Serre. Cette partie de la ligne a été déclassée en 2 étapes :
- le 24 février 1975[4] entre Rozoy-sur-Serre et Liart (PK 185,000 à 199,160).
- le 10 avril 1996[5] entre Moncornet et Rozoy-sur-Serre (PK 174,150 à 185,000).

## Ambulant postal

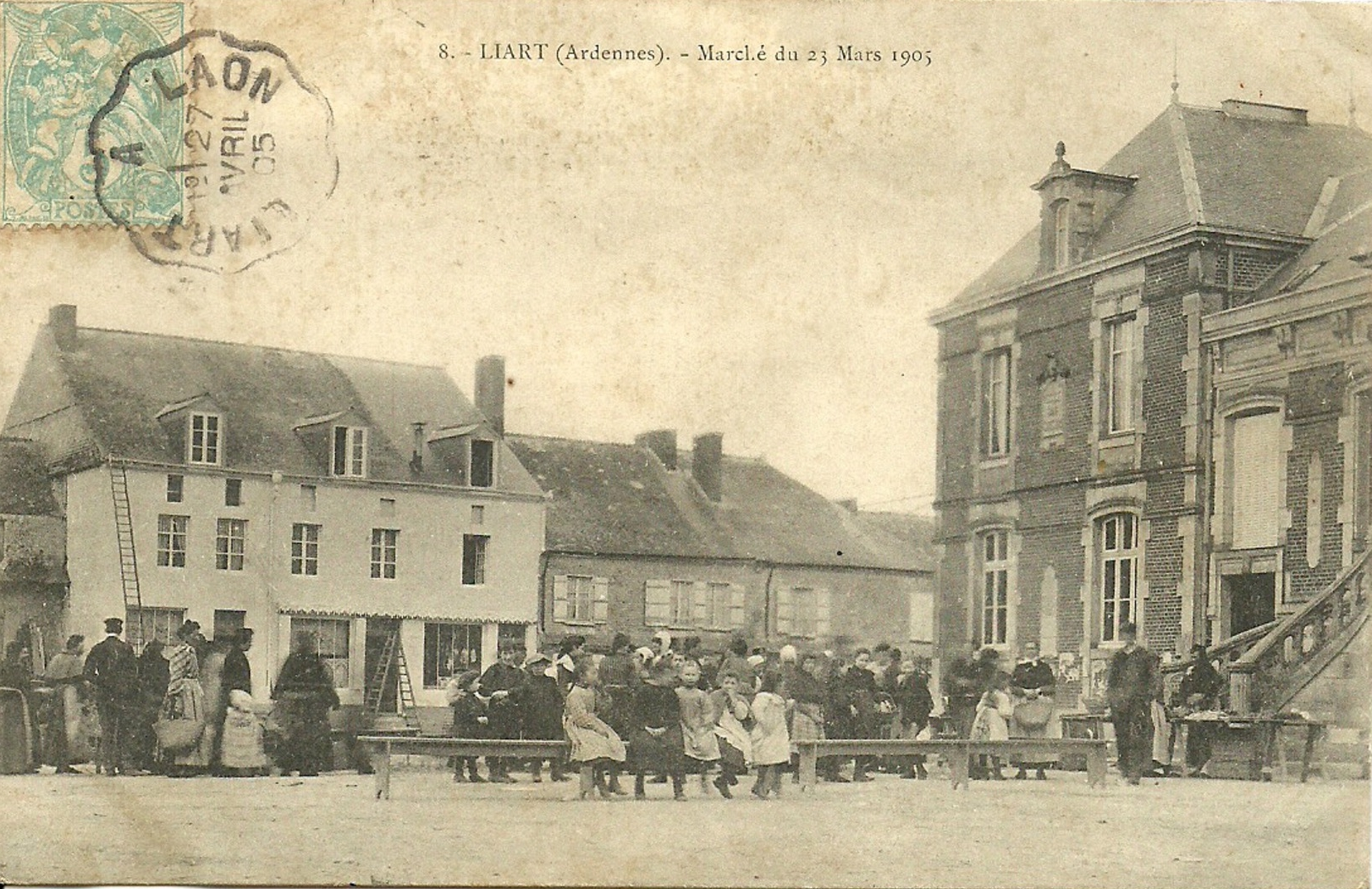
Timbre à date crénelé d'ambulant postal sur la ligne de Liart à Laon daté du 27 avril 1905.

Un service d' ambulant postal a fonctionné sur cette ligne avant la guerre 14. Les lettres étaient déposées dans les gares et, dans le train, un employé oblitérait la lettre avec un timbre à date rond à créneaux, typique des cachets d'ambulants postaux français du début du XXè siècle.

## Infrastructure
Elle est à voie unique sur l'ensemble de son parcours et n'est pas électrifiée.